# Новотаргски окръг
Новотаргски окръг (на полски: Powiat nowotarski) е окръг в Южна Полша, Малополско войводство. Заема площ от 1474,99 км2. Административен център е град Нови Тарг.

## География
Окръгът се намира в историческия регион Малополша. Разположен е край границата със Словакия в югозападната част на войводството.

## Население
Населението на окръга възлиза на 188 602 души (2012 г.). Гъстотата е 128 души/км2.

## Административно деление
Административно окръгът е разделен на 14 общини.
Градска община:
- Нови Тарг

Градско-селски общини:
- Община Рабка-Здруй
- Община Шчавница

Селски общини:
- Община Велка Липница
- Община Вижна Раба
- Община Долна Охотница
- Община Крошченко над Дунайец
- Община Нижне Лапше
- Община Нови Тарг
- Община Спитковице
- Община Хорщин
- Община Чарни Дунайец
- Община Шафляри
- Община Яблонка

## Фотогалерия
- Нови Тарг
- Рабка-Здруй
- Шчавница